# 沼尻の合戦
沼尻の合戦（ぬまじりのかっせん）は、1584年（天正12年）の5月から8月にかけて、後北条氏陣営と佐竹氏・宇都宮氏陣営の間で行われた合戦。この合戦の最大の特徴は、文献を信ずるならば北関東連合軍側が当時最新兵器である鉄砲を8,000丁以上用意したという点である。この数は織田信長が3,000丁を動員したとされる著名な「長篠の戦い」を上回っている。

## 前史
本能寺の変直後、後北条氏は1582年7月（天正10年6月）の神流川の戦いで滝川一益を破り、上野から信濃まで勢力を広げたが、天正壬午の乱において徳川家康と講和し信濃から撤退した。この講和条件に「上野は北条の切取次第」とあったことから翌1583年（天正11年）、北条氏直は北条高広を厩橋に攻め、後北条氏は北部の真田昌幸領を除き上野をほぼ制することとなった。
佐竹義重、宇都宮国綱ら北関東の諸領主はこれに危機感を覚え、当時北条方であった由良国繁、長尾顕長兄弟を調略（佐野宗綱の説得と推察されている）、由良長尾両氏は1584年1月9日（天正11年11月27日）北条方の富岡秀高を小泉城に攻めた。翌1584年4月4日（天正12年2月24日）には佐野宗綱も小泉城を攻撃したが、北条氏は小泉城の救援に向かうとともに長尾氏の拠点であった足利も攻撃した。一方、佐竹義重、宇都宮国綱は4月に宇都宮城を出陣し、1575年（天正3年）頃から北条方となっていた小山城の奪回を目指し小山を攻撃した。

## 経過
戦線は上野・下野両国の南端部に東西に細長く広がっていたが、北条方の目的であった小泉城近辺と佐竹・宇都宮方の目的であった小山城近辺の中間となる沼尻（現栃木市藤岡地域）で両陣営が激突することとなった。
両陣営の兵力を最も少なく伝える軍記物『古先御戦聞書』には、北条陣営3,500騎、佐竹・宇都宮陣営3,000騎と記載されている。双方5月初旬には沼尻に着陣し、陣城を構えたが、決め手となる大きな戦闘もなく、長陣となった。『今宮祭祀録』（栃木県さくら市今宮神社の社伝）には110日の長陣とある。
この間、両陣営は敵の後方攪乱・遠交近攻に努めていた。おりしも1584年（天正12年）は羽柴秀吉陣営と徳川家康・織田信雄陣営の間で小牧・長久手の戦いが行われていた。佐竹・宇都宮両氏は秀吉と頻繁に連絡を取り合い、上杉景勝は秀吉の命により信濃出兵をし、北条氏を牽制している。一方、北条氏は先年の家康との講和を発展させ、対秀吉の攻守同盟を結んでいた形跡があり、事実北条氏は本合戦の直後に小牧・長久手の戦いに参陣しようとした動きがあった。北条氏はまた、梶原政景に調略の手を伸ばし、佐竹氏は本拠地との連絡を絶たれる虞が強まった。更に徳川家康も甲州征伐から天正壬午の乱の過程で北条氏に対抗するために強めていた北関東の国衆達との関係を北条氏との和睦後も保持し続けていた。
8月20日（旧暦7月15日）、北条氏が調略を行い皆川広照らを寝返らせ佐竹・宇都宮陣営の退路である岩船山の岩船陣城（現栃木市岩舟地域）を落とした（岩船山の戦い）。これを契機として双方の後背地での動向もあり両陣営間で講和の動きが進み、8月27日（旧暦7月22日）に講和が成立し、翌日には退陣となった。講和の内容は不明だが、由良長尾両氏による小泉城攻撃以前の状況に戻すというものであったと推察されている。

## 戦後処理
合戦自体は引き分けであったが、戦後処理は北条氏の優勢に推移した。梶原政景が再び佐竹氏に服している一方、由良長尾両氏は北条氏に攻められ年内に降伏、所領を没収され柄杓山城（桐生城）などへ異動されるなど、従来の勢力圏を復活するため双方が行動した。この事態に対して、佐竹氏傘下の国衆である真壁氏幹は激怒して佐竹義重に対して「手抜之刷、前代未聞存候」と激しく責める書状（『佐竹文書』）送りつけている。しかしながら北条氏による北関東諸領主への個別攻撃は、それに止まらず広がりを見せた。1586年2月19日（天正14年元旦）、佐野宗綱が長尾氏との戦闘で戦死すると後継争いが起こり、最終的に北条氏忠が養子に入った。また同年、皆川広照・壬生義雄も北条氏に降伏。下野西半は北条氏の勢力範囲となった。宇都宮氏や那須氏も動揺し、那須資晴が北条氏に接近し、これに不満を抱く千本資俊を粛清、これをみた大関氏や伊王野氏は主家と距離を置き始めることになる。宇都宮氏傘下の国衆では笠間氏が益子氏との対立から一時離反し、塩谷氏も内紛を起こしてこれに介入した宇都宮氏・那須両氏の関係が悪化した。こうした事態を受けて、宇都宮国綱は長年の本拠地であった宇都宮城に代わって新たに多気山城を築城している。
佐竹・宇都宮両氏はこれまで以上に秀吉への依存を深め、東国出馬を頻りに申し入れているが、家康との講和問題や九州征伐のため再三にわたり延期された。家康も秀吉との講和問題を抱えながら北条氏との関係を強め、結果的に北関東からは手を引く結果となった。この間北条氏は、1587年（天正14年）の惣無事令以来和戦両様の構えで来たものの、家康の勧めを受け、1588年10月12日（天正16年8月22日）の北条氏規上洛・秀吉会見により一応服属の意思表明をしたことによって豊臣大名として位置づけられた。真田氏との領土紛争においても秀吉の仲裁によって北条氏に有利な和解をすることになっていた。しかし秀吉による氏政・氏直いずれかの上洛要求に応えなかったことから関係は悪化、双方戦争準備にかかる中、1589年（天正17年）11月の名胡桃城占領事件を切っ掛けとして小田原征伐が勃発、佐竹・宇都宮両氏の長年の要望であった東国出馬となった。